# Culicoides annandalei
Culicoides annandalei är en tvåvingeart som beskrevs av Mohan Gangopadhyay och Dasgupta 2000. Culicoides annandalei ingår i släktet Culicoides och familjen svidknott.
Artens utbredningsområde är Sikkim. Inga underarter finns listade i Catalogue of Life.